# Bezuje
Bezuje är en ort i Montenegro. Den ligger i den nordvästra delen av landet, 70 km norr om huvudstaden Podgorica. Bezuje ligger 1 028 meter över havet och antalet invånare är 188.
Terrängen runt Bezuje är kuperad söderut, men norrut är den bergig. Runt Bezuje är det ganska glesbefolkat, med 48 invånare per kvadratkilometer. Närmaste större samhälle är Plužine, 12,2 km norr om Bezuje. Trakten runt Bezuje består till största delen av jordbruksmark.